# 232 Q 1
La 5-232 Q 1 était une locomotive à vapeur prototype de la SNCF qui fut mise en service en 1940. Elle était de type Baltic avec une disposition d'essieux de type 232.

## Genèse
Cette machine fut commandée en date du 9 mars 1936 par la Compagnie PLM pour tenter de résoudre le problème de l'embiellage qui limitait, en partie, la vitesse de la locomotive et augmentait sa longueur dès que l'on voulait augmenter la puissance. Elle fut notifiée à la société Schneider et Cie.

## Descriptif
Il fut décidé de doter la machine d'une chaudière classique à haute pression et de turbines individuelles pour les essieux.
La chaudière choisie fut du type, classique, « à tubes à fumées ». Cette chaudière était timbrée à 25 bars, soit la pression maximum de ce type de chaudière, contrairement à la 2-232 P 1 qui avait une chaudière de type « à tubes à eau », timbrée à 60 bars.
Les turbines, au nombre de 3, attaquaient les essieux moteurs par l'intermédiaire d'une liaison élastique par Arbre  creux de type « Westinghouse ». Elles avaient une vitesse de rotation de 10 000 tr/min pour une vitesse de 140 km/h. Cette motorisation présentait l'avantage de se passer des bielles, d'où une suppression de tout mouvement alternatif et de la surcharge périodique de la voie (le « pilonnage »).
Du fait de l'absence de bielles, le châssis était extérieur. Elle disposait en outre d'un carénage intégral.

## Utilisation et services
Sortie des ateliers de Schneider et Cie, sise au Creusot, dans les premiers jours de juin 1940, elle entreprit immédiatement des essais. Cependant, le déclenchement de la Seconde Guerre mondiale fit que ces essais furent très vite interrompus et la machine fut remisée dès le 12 juin dans les ateliers du constructeur. Les essais reprirent toutefois en septembre de la même année, avant l'expédition en octobre 1940 vers le banc d'essais de Vitry pour une série de prises de mesures. Cette première série de mesures révéla que la machine était très silencieuse et très stable. À partir du 16 janvier 1942, la locomotive fut utilisée pour tracter des trains ouvriers dans la région du Creusot et des trains réguliers entre Paris et Dijon. Une avarie sur la turbine centrale motiva son retour chez le constructeur où elle subit un premier bombardement sans dommage. Par la suite, elle fut déplacée au dépôt des Laumes où elle subit à nouveau un bombardement sans dommage. Finalement, elle fut sabotée par les Allemands en retraite en août 1944. Réparable, elle ne le fut pourtant pas car il fut adressé un courrier dans ce sens en date du 8 août 1946. Placée en attente d'amortissement en avril 1947, elle fut finalement radiée en janvier 1948.

## Conclusion
Cette locomotive devait répondre au souci de réduire les pièces en mouvement alternatifs et de rendre la marche plus confortable. Cependant, le retard dû à la Seconde Guerre mondiale et le nouveau choix fait par la SNCF en matière de traction font que les bons résultats obtenus n'eurent aucune incidence sur les locomotives à vapeur à venir. On peut faire le parallèle avec les autres prototypes qui finalement arrivèrent trop tard : la 2-232 P 1, la 3-242 A 1 et la 4-160 A 1.

## Tenders
Le tender qui lui fut accouplé était un des tenders à bogies du type 30 A ex-PLM contenant 30 m3 d'eau et 6 tonnes de charbon. Il fut muni d'un pousseur à charbon fonctionnant à la vapeur pour faciliter la tâche du chauffeur.

## Caractéristiques
- Pression de la chaudière : 25 bars (2,5 MPa)
- Diamètre des roues motrices : 1 500 mm
- Diamètre des roues du bogie avant: 950 mm
- Diamètre des roues du bogie arrière: 950 mm
- Masse en ordre de marche : 122 t
- Masse adhérente : 58,50 t
- Longueur hors tout : 15,740 m
- Masse du tender en ordre de marche : ? t
- Masse totale : ? t
- Longueur totale : ? m
- Vitesse maxi en service : 130 km/h